# فيل ديفيس
فيل ديفيس (بالإنجليزية: Phil Davis)‏ (1 يناير 1944 بشفيلد في المملكة المتحدة - 25 ديسمبر 1997) هو لاعب كرة قدم بريطاني في مركز الدفاع. لعب مع Montreal Olympique ‏ وBoston Minutemen ‏ وتورونتو بليزارد وروتشستر لانسر ‏ وكليفلاند كوبراز ‏ وConnecticut Bicentennials ‏.